# Agostino Marchetto
Agostino Marchetto (Vicenza, 28 de agosto de 1940) es un cardenal italiano. Trabajó en el servicio diplomático de la Santa Sede de 1968 a 1999 y luego en la Curia Romana hasta su jubilación en 2010. Es considerado uno de los principales historiadores del Concilio Vaticano II.
El Papa Francisco lo nombró cardenal el 30 de septiembre de 2023.

## Biografía
Asistió al instituto técnico comercial Fusinieri de Vicenza, luego ingresó en el seminario diocesano y fue ordenado sacerdote en la catedral de Vicenza el 28 de junio de 1964 por el obispo de Vicenza Carlo Zinato.
El 31 de agosto de 1985 fue nombrado arzobispo titular de Astigi con el cargo de pro-nuncio apostólico en Madagascar y Mauricio. Recibió su consagración episcopal en la catedral de Santa María Anunciata de Vicenza el 1 de noviembre de 1985 de manos del cardenal de Vicenza Sebastiano Baggio.
El 7 de diciembre de 1990 fue trasladado como nuncio apostólico en Tanzania, mientras que el 18 de mayo de 1994 fue trasladado como nuncio apostólico en Bielorrusia.
El 8 de julio de 1999 regresó a la Curia Romana como funcionario de la Secretaría de Estado.
El 6 de noviembre de 2001, el Papa Juan Pablo II lo nombró secretario del Pontificio Consejo para la Pastoral de los Emigrantes e Itinerantes.
El 25 de agosto de 2010, a la edad de 70 años, se retiró del cargo para dedicarse al estudio, en particular, de la hermenéutica del Concilio Vaticano II.
El 9 de julio de 2023, al final del Ángelus, el Papa Francisco anunció su creación como cardenal. En el consistorio del 30 de septiembre siguiente fue creado cardenal diácono de Santa María Goretti. El 22 de octubre toma posesión del diaconado.